# Kurt Sethe

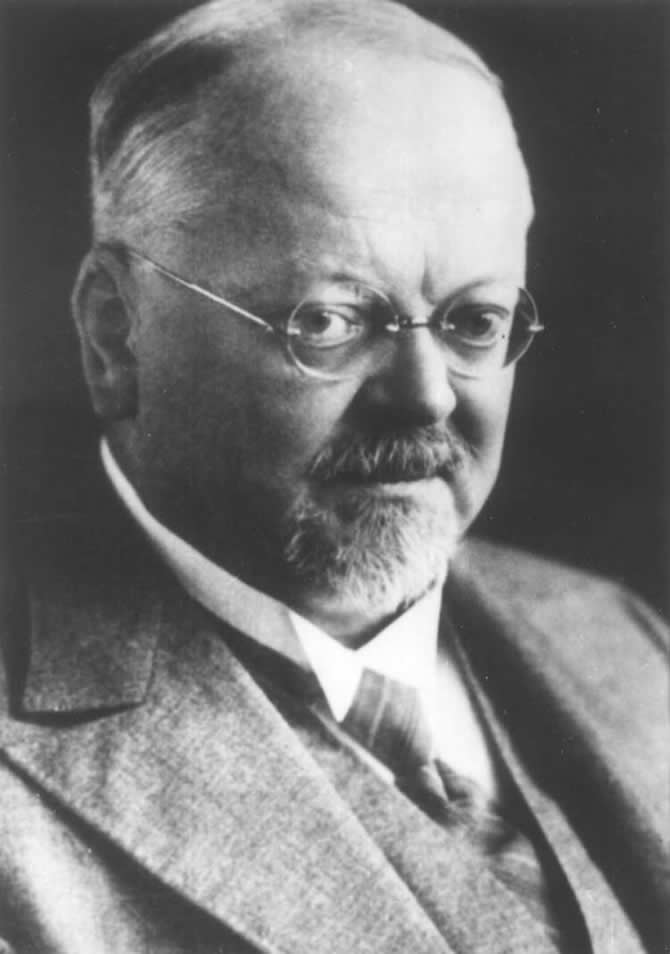
Kurt Sethe (um 1920)

Kurt Heinrich Sethe (* 30. Juni 1869 in Berlin; † 6. Juli 1934 ebenda) war ein deutscher Ägyptologe und bedeutender Vertreter der Berliner Schule.

## Leben
Sethe ist ein Urenkel des Juristen Christoph Wilhelm Heinrich Sethe. Sein Vater war Amtsgerichtsrat. Sethe war verheiratet und hatte einen Sohn und eine Tochter.
Nach dem Abitur an einem humanistischen Gymnasium (1887) studierte er zunächst Rechtswissenschaften und dann klassische Philologie und semitische Sprachen, hauptsächlich Ägyptologie, an den Universitäten Tübingen und Berlin. Er wurde 1892 bei Adolf Erman mit einer Arbeit über das Aleph prostheticum, das heute als „j-Augment“ bezeichnet wird, promoviert. 1895 erfolgte die Habilitation. Zwischen 1899 und 1903 erschien das für seine grammatischen Arbeiten bedeutungsvollste Werk über das ägyptische Verbum. Sethe wurde 1900 außerordentlicher und 1907 ordentlicher Professor für Ägyptologie an der Universität Göttingen. Rufe an die Universität Wien (1906) und an die Universität München (1922) lehnte er ab. 1923 wurde er als Nachfolger Ermans nach Berlin berufen.
Sethe war seit 1919 korrespondierendes Mitglied der Bayerischen Akademie der Wissenschaften sowie seit 1932 Mitglied der Preußischen Akademie der Wissenschaften. Er war Auswärtiges Mitglied der Akademie der Wissenschaften zu Göttingen, korrespondierendes Mitglied der Dänischen Akademie der Wissenschaften, des Archäologischen Instituts des Deutschen Reiches und Ehrenmitglied der American Oriental Society. Er war zudem Geheimer Regierungsrat. 1931 erhielt er den Bayerischen Maximiliansorden für Wissenschaft und Kunst.
Gemeinsam mit Erman und Hermann Grapow beteiligte Sethe sich maßgeblich an der Erstellung des Wörterbuchs der ägyptischen Sprache. 1904–1905 hielt er sich für mehrere Monate zur Aufnahme und Kollation von Texten für das Wörterbuch-Projekt in Luxor und Kairo auf. Es entstanden 27 Abschriftenhefte, die heute einen besonders kostbaren Schwerpunkt des Textarchivs des Altägyptischen Wörterbuches bilden. Aus Sethes Mitarbeit am Wörterbuch der ägyptischen Sprache entstanden auch seine maßgebliche Edition der altägyptischen Pyramidentexte sowie die von ihm bearbeiteten Bände der Urkunden des ägyptischen Altertums. Sethe gilt als einer der bedeutendsten Philologen in der Ägyptologie. Seine Erkenntnisse reichten jedoch über die Philologie hinaus auf die Gebiete der Geschichte, Geographie, Religion und Mathematik.

## Werke
- Das Aegyptische Verbum im Altaegyptischen, Neuaegyptischen und Koptischen. 3 Bände, Hinrichs, Leipzig 1899–1902.
- Urkunden des Alten Reichs. 4 Teile, Hinrichs, Leipzig 1903–1933.
- Urkunden der 18. Dynastie. 16 Teile in 4 Bänden, Hinrichs, Leipzig 1906–1909.
- Die Altaegyptischen Pyramidentexte. 4 Bände, Hinrichs, Leipzig 1908–1922.
- Demotische Urkunden zum ägyptischen Bürgschaftsrechte vorzüglich der Ptolemäerzeit. Teubner, Leipzig 1920.
- Dramatische Texte zu Altaegyptischen Mysterienspielen. 2 Teile, Hinrichs, Leipzig 1928.
- Urgeschichte und älteste Religion der Ägypter. Deutsche morgenländische Gesellschaft, Leipzig 1930.
- Das Hatschepsut-Problem noch einmal untersucht (= Abhandlungen der Preußischen Akademie der Wissenschaften. Philosophisch-historische Klasse. Jahrgang 1932, Nr. 4). Akademie der Wissenschaften / de Gruyter, Berlin 1932.
- Übersetzung und Kommentar zu den Altägyptischen Pyramidentexten. 6 Bände, Augustin, Glückstadt 1935–1962 (mit Wolja Erichsen).
- Amun und die acht Urgötter von Hermopolis. Eine Untersuchung über Ursprung und Wesen des ägyptischen Götterkönigs (= Abhandlungen der Preußischen Akademie der Wissenschaften. Philosophisch-historische Klasse. Jahrgang 1929, Nr. 4). Akademie der Wissenschaften / de Gruyter, Berlin 1929.